# Seraina
Seraina bzw. Sereina ist ein weiblicher rätoromanischer Vorname und eine Variante des lateinischen Namens Serena.

## Namensträgerinnen

### Seraina
- Seraina Boner (* 1982), Schweizer Skilangläuferin
- Seraina Fitzi (* 2003), Schweizer Unihockeyspielerin
- Seraina Friedli (* 1993), Schweizer Fußballtorhüterin
- Seraina Kobler (* 1982), Schweizer Schriftstellerin und Journalistin
- Seraina Macia (* 1968), Schweizer und australische Managerin
- Seraina Mani (* 1978), Schweizer Politikerin (Die Mitte)
- Seraina Mischol (* 1981), Schweizer Skilangläuferin
- Seraina Murk (* 1971), Schweizer Freestyle-Skierin
- Seraina Neva Grünewald (* 1983), Schweizer Rechtswissenschafterin
- Seraina Patzen (* 1992), Schweizer Politikerin (Junge Grüne/Grüne)
- Seraina Piubel (* 2000), Schweizer Fußballspielerin
- Seraina Plotke (1972–2020), Schweizer Literaturwissenschaftlerin, germanistische Mediävistin und Neulatinistin
- Seraina Rohrer (* 1977), Schweizer Kuratorin und Publizistin, Direktorin der Solothurner Filmtage
- Seraina Telli (* 1990), Schweizer Sängerin, Komponistin und Multi-Instrumentalistin
- Seraina Ulber (* 1990), Schweizer Unihockeyspielerin

### Sereina
- Sereina Riniker (* 1985), Schweizer Chemikerin
- Sereina Trachsel (* 1981), Schweizer Radsportlerin
- Sereina Zwissler (* 1998), Schweizer Unihockeyspielerin